# Manuel Ávila Camacho, Hidalgo
Manuel Ávila Camacho är en ort i Mexiko.   Den ligger i kommunen Mineral de la Reforma och delstaten Hidalgo, i den sydöstra delen av landet, 90 km nordost om huvudstaden Mexico City. Manuel Ávila Camacho ligger 2 499 meter över havet och antalet invånare är 2 738.
Terrängen runt Manuel Ávila Camacho är kuperad åt nordost, men åt sydväst är den platt. Runt Manuel Ávila Camacho är det mycket tätbefolkat, med 1 135 invånare per kvadratkilometer. Närmaste större samhälle är Pachuca de Soto, 2,8 km väster om Manuel Ávila Camacho. Omgivningarna runt Manuel Ávila Camacho är i huvudsak ett öppet busklandskap.